# Замок Дангвайр
Замок Дангвайр (англ. Dunguaire Castle) — ирландская каменная крепость шестнадцатого века, расположенная в графстве Голуэй на юго-восточном побережье залива Голуэй около города Кинвара. Её башня длиной 75 футов и защитные стены были восстановлены до отличного состояния, территория замка летом открыта для посещения. Считается, что это один из самых популярных замков Ирландии.

## История замка
Замок был построен кланом Хайнс в 1520 году, с которым эта земля ассоциируется ещё с 662 года, когда по преданиям это место было королевской резиденцией Гуайре Айдне, правителя Коннахта и основателя рода. В семнадцатом веке крепость была передана Оливеру Мартину (отцу Ричарда Мартина). Она оставалась под их управлением, пока в начале двадцатого столетия не была приобретена хирургом и поэтом Оливером Джоном Гогерти. Гогерти начал восстановление замка.
При Гогерти в замке встречались такие крупные фигуры «кельтского возрождения», как Уильям Батлер Йейтс, Джордж Бернард Шоу, Леди Грегори, Джон Милингтон Синг.
В 1954 году замок был приобретен Кристабеллой Леди Амфилл, которая завершила реставрацию, начатую Гогерти. Позже крепость была куплена Shannon Development, ирландской корпорацией, которая управляла многочисленными историческими объектами, привлекающими туристов. В течение летних месяцев, когда замок Дангвайр открыт для посещения, каждую ночь проводится костюмированный средневековый банкет, где выступающие читают вслух ирландскую литературу и играют традиционную ирландскую музыку.
В 1979 году крепость также была использована как место киносъемок в качестве шотландского замка, который был домом главного героя фильма «Захват в Северном море».